# NGC 2183
NGC 2183 is een reflectienevel in het sterrenbeeld Eenhoorn. Het hemelobject werd op 11 januari 1864 ontdekt door de Franse astronoom Heinrich Louis d'Arrest.

## Synoniemen
- LBN 996